# Torres Vista Marina
Les Torres Vista Marina sont un ensemble de gratte-ciel de logements de 162 mètres de hauteur construit à Panama en 2002 et 2007. L'ensemble est composé de deux tours jumelles, la première achevée en 2002, la seconde en 2007.
L'architecte est l'agence Manvell Eric Aicardi